# Parque Avellaneda (Tucumán)
El Parque Avellaneda es un parque de San Miguel de Tucumán, Tucumán, Argentina, ubicado en la zona oeste de la capital. Este lleva el nombre de Nicolás Avellaneda como homenaje al expresidente tucumano.
Es el parque más pequeño de la ciudad contando con tan solo 4 manzanas delimitadas por las calles Paso de Los Andes, San Martín, Asunción y avenida Mate de Luna. El Cementerio del Oeste, donde reposan grandes personalidades de Tucumán, se encuentra frente al parque.

## Historia
Originalmente en el sitio existía un jardín zoológico creado en 1905, el cual era visitado frecuentemente y destacando la elefanta Ernestina. En 1928 comenzó la construcción del parque, siendo inaugurado el 24 de marzo de 1929 por el gobernador José Sortheix y el intendente Juan Luis Nougués. Además se develó dos bustos en honor a Avellaneda y Antonino Lamberti, obras del escultor Juan Carlos Iramain. El zoológico fue movido al Parque 9 de julio, encontrándose deteriorado sus últimos años.
En 1935 se estableció una estatua en honor a Diego de Villarroel en la platabanda de la avenida Mate de Luna, trasladada en 1944 al extremo este del espacio público. En la actualidad forma parte de la Plaza de la Fundación. En 1948 se construyó el edificio del hoy Instituto de Maternidad en la esquina colindante a la calle Lucas Córdoba.
Al momento de la inauguración existía una estructura que oficiaba de pileta de natación que funcionó hasta 1970. Desde ese momento sirve como anfiteatro cultural, realizando actividades allí. Además el parque cuenta con un restaurante de estilo colonial y un área de juegos y atracciones mecánicas, entre ellas Calesita, Gusano loco, autos chocadores, bungee jumping, barco pirata, entre otras, además de actividades recreativas infantiles.